# Batalla de Marta
La batalla de Marta fou un enfrontament militar entre una coalició de tribus amazics rebels dirigida per Carcasà i les forces de Joan Troglita i el seu aliat amazic Cutzines, a Marta, l'estiu del 547, en el marc de les guerres romano-amazigues. Segueix una important victòria romana d'Orient a través de la qual John Troglita va aconseguir reprimir la rebel·lió berber liderada per Antales. Tanmateix, en aquest cas, els rebels berbers aconsegueixen reorganitzar-se i imposar-se, perquè els moriscos pacificats aconsegueixen la victòria dels romans en la batalla dels Camps de Cató, que Procopi menciona com a inesperada.

## Antecedents
Després de la conquesta del regne vàndal l'any 534, l'Imperi Romà d'Orient va restaurar el domini romà sobre el nord d'Àfrica, però ràpidament es va enfrontar a la resistència de les tribus amazics preocupades per la seva autonomia. Després de diversos aixecaments més o menys reprimits, va esclatar una gran rebel·lió el 543, posant en perill la posició romana a Àfrica. El 546, l'emperador Justinià I va enviar a Joan Troglita per prendre el control de la província, debilitada per les divisions i la incompetència del lideratge romà. Formant amb èxit una aliança amb Cutzines, un cap amazic, i lluirant una batalla campal contra la coalició rebel liderada per Antales, Troglita va aconseguir un èxit significatiu a la seva arribada.
No obstant això, la rebel·lió no estava completament reprimida. A Tripolitana, Carcasà, el líder dels Ifuraces, esdevé líder de les tribus libies després de la mort del sacerdot de Gurzil i líder dels libis, Ierna. Carcasà va unir-se a Antales que va emigrar al sud, llançant incursions a l'Àfrica romana. Mentrestant, els imperials es veuen afeblits per la sortida d'una part de les seves tropes cap a Itàlia per participar a la guerra contra els Gots. Dels nou regiments, només en queden sis, i Ifísdeas retira el seu suport a Troglita. El territori dels rebels és àrid, i muntar una expedició imperial es complica per la manca de subministraments. En ple estiu, l'escassetat d'aigua i aliments es fa evident, provocant un motí entre les tropes romanes. Ràpidament, Joan Troglita ha de retirar-se cap a la costa, però els vents adversos impedeixen que la flota de suport s'acosti. Els rebels són detectats pels exploradors romans i Joan Troglita els persegueix, encara amb el suport de Cutzines, abans d'establir el seu campament a Marta.

## Batalla
El camp de batalla és travessat per un riu que separa els dos exèrcits. Joan Troglita ordena a les seves tropes lleugeres que vigilin riu avall, frustrant qualsevol intent de creuar mitjançant l'ús d'armes de projectils. Els romans llancen una càrrega desordenada i aconsegueixen expulsar els rebels de les ribes del riu. La retirada dels rebels desperta l'entusiasme marcial entre els romans i els seus aliats amazics . No obstant això, Joan dubta a l'hora d'avançar més. Organitza el seu exèrcit perquè estigui preparat per a qualsevol eventualitat, organitzant-lo en tres cossos. A l'ala esquerra hi ha els amazics dirigits per Cutzines, al centre ell mateix i les falanges d'infanteria, i a l'ala dreta la cavalleria romana amb Putzintul, Geiseric i Sinduït. Joan dubta abans de comprometre l'exèrcit, seguint el consell dels seus oficials d'escorta, els protectors domèstics. Finalment, influenciat pel consell de dos oficials, decideix iniciar la batalla sense conèixer la disposició del seu adversari. Els rebels s'han refugiat en terrenys boscosos, dificultant l'ús de les piques de la infanteria romana i afavorint els atacs sorpresa dels rebels. Aviat, els romans són vulnerables als atacs dels rebels, aprofitant els reptes de mobilitat dels seus adversaris.
Carcasà mobilitza el gruix de les seves tropes, llança un contraatac que aclapara els romans. Cutzines entra en pànic i abandona el camp de batalla, provocant la retirada romana. Joan Troglita, intervinent personalment per reanimar el coratge de les seves tropes, veu el seu cavall abatut per sota d'ell i, envoltat, ha d'alliberar-se amb la seva espasa. Reforma els grups de combat i es retira mentre lluita, pressionat pels rebels. Torna a travessar el riu i es retira per la costa, arribant al port de Iunci (Younga). Finalment, troba refugi darrere les muralles de Laribus per passar l'hivern.

## Conseqüències
Aquesta derrota suposà un revés per a Joan Troglita, que s'havia embarcat en una campanya per erradicar la rebel·lió amazic. Tanmateix, la seva derrota es veu mitigada per la seva capacitat per organitzar la retirada de les seves tropes i evitar l'aniquilació del seu exèrcit. Segons Corip, l'autor de "La Johannide", una epopeia dedicada a Joan Troglita i el relat principal de la batalla, la derrota s'explica per la naturalesa del terreny i la superioritat numèrica dels amazics. Finalment, atribueix l'èxit de la retirada romana a la incapacitat dels rebels per organitzar una persecució efectiva, ja que es veuen obstaculitzats per la mida dels seus ramats. Després de la seva victòria, Procopi assenyala que els rebels van estendre les seves incursions a les muralles de Cartago i "van exercir horribles crueltats contra els habitants del país".
Antales, en conèixer la victòria dels rebels, s'aixeca immediatament i s'uneix a les tribus tripolitanes l'any següent. D'altra banda, Joan Troglita aconsegueix reunir diversos líders amazics, entre ells Cutzines, Ifísdeas i Iaudes, el que li permet aconseguir una victòria decisiva a la Batalla dels Camps de Cató i posar fi a la rebel·lió amazic.